# Kiyoshi Yabuuchi
Yabuuchi Kiyoshi (Kanji: 薮内清) foi um estudioso japonês que fez grandes contribuições para a história da ciência e tecnologia chinesa através de suas pesquisas e publicações. Kiyoshi era professor emérito e supervisor em história da ciência, tecnologia e astrônomia. Ele nasceu em Kobe em 12 de fevereiro de 1906 e faleceu em 2 de junho de 2000 em Kyoto.